# Juan José Méndez (kolarz)
Juan José Méndez (ur. 27 marca 1964) – hiszpański niepełnosprawny kolarz. Srebrny i brązowy medalista paraolimpijski z Pekinu w 2008 roku.

## Medale Igrzysk Paraolimpijskich

### 2008
- – Kolarstwo – trial na czas – LC 4
- – Kolarstwo – bieg pościgowy indywidualnie – LC 4